# Brouay
Brouay é uma ex-comuna francesa na região administrativa da Normandia, no departamento de Calvados. Estendeu-se por uma área de 3,98 km². Em 2010 a comuna tinha 472 habitantes (densidade: 118,6 hab./km²).
Em 1 de janeiro de 2017 foi fundida com as comunas de Bretteville-l'Orgueilleuse, Cheux, Le Mesnil-Patry, Putot-en-Bessin e Sainte-Croix-Grand-Tonne para a criação da nova comuna de Thue et Mue.